# Episodi di Young Justice (prima stagione)
La prima stagione della serie animata Young Justice è stata trasmessa in prima visione negli Stati Uniti il 7 gennaio 2011 con i primi due episodi, originariamente trasmessi il 26 novembre 2010 dal canale Cartoon Network, con uno speciale di un'ora. L'ultimo episodio della prima stagione è stato trasmesso il 21 aprile 2012.
In Italia la prima stagione è stata trasmessa su Cartoon Network a partire dal 30 aprile 2012.
Il 19 luglio 2011 sono stati pubblicati tre cofanetti in DVD da quattro episodi ciascuno per coprire la prima metà della prima stagione e successivamente venduti insieme come "fun-pack". Il resto della prima stagione è stato rilasciato in un singolo cofanetto con tutti i restanti 14 episodi. Il 12 agosto 2014 la prima stagione in Blu-ray è stata pubblicata tramite Warner Archive.
| n. | Titolo originale        | Titolo italiano             | Prima TV USA      |
| -- | ----------------------- | --------------------------- | ----------------- |
| 1  | Independence Day        | Il giorno dell'indipendenza | 26 novembre 2010  |
| 2  | Fireworks               | Fuochi d'artificio          | 26 novembre 2010  |
| 3  | Welcome to Happy Harbor | Benvenuti ad Happy Harbor   | 21 gennaio 2011   |
| 4  | Drop-Zone               | Zona di lancio              | 28 gennaio 2011   |
| 5  | Schooled                | A scuola                    | 4 febbraio 2011   |
| 6  | Infiltrator             | Infiltrato                  | 11 febbraio 2011  |
| 7  | Denial                  | Diniego                     | 18 febbraio 2011  |
| 8  | Downtime                | Tempo libero                | 4 marzo 2011      |
| 9  | Bereft                  | Vuoto di memoria            | 11 marzo 2011     |
| 10 | Targets                 | Obiettivi                   | 16 settembre 2011 |
| 11 | Terrors                 | I gemelli Terror            | 23 settembre 2011 |
| 12 | Homefront               | Fronte interno              | 30 settembre 2011 |
| 13 | Alpha Male              | Maschio alfa                | 7 ottobre 2011    |
| 14 | Revelation              | Rivelazione                 | 14 ottobre 2011   |
| 15 | Humanity                | Umanità                     | 21 ottobre 2011   |
| 16 | Failsafe                | A prova di errore           | 4 novembre 2011   |
| 17 | Disordered              | Disordine emotivo           | 11 novembre 2011  |
| 18 | Secrets                 | Segreto                     | 18 novembre 2011  |
| 19 | Misplaced               | Doppia dimensione           | 3 marzo 2012      |
| 20 | Coldhearted             | Cuore di ghiaccio           | 10 marzo 2012     |
| 21 | Image                   | Immagine ideale             | 17 marzo 2012     |
| 22 | Agendas                 | Agenda Justice League       | 24 marzo 2012     |
| 23 | Insecurity              | Insicurezza                 | 31 marzo 2012     |
| 24 | Performance             | Performance originaria      | 7 aprile 2012     |
| 25 | Usual Suspects          | I soliti sospetti           | 14 aprile 2012    |
| 26 | Auld Acquaintance       | Vecchia conoscenza          | 21 aprile 2012    |

## Il giorno dell'indipendenza
- Titolo originale: Independence Day
- Diretto da: Jay Oliva
- Scritto da: Greg Weisman

### Trama
Dopo aver aiutato Batman, Aquaman, Flash e Freccia Verde a catturare Mr. Freeze, Capitan Cold, Icicle Jr. e Killer Frost, Robin, Aqualad, Kid Flash e Speedy vengono portati nella sala della giustizia. Speedy si rammarica del fatto che essi non possono diventare membri della Justice League e si allontana. Mentre la Justice League viene convocata in missione, le giovani spalle decidono di mostrare il loro valore e vengono coinvolti negli intrighi del Cadmus, incontrando un clone di Superman noto come Superboy.
- Ascolti USA: telespettatori 1 300 000[7]

## Fuochi d'artificio
- Titolo originale: Fireworks
- Diretto da: Sam Liu
- Scritto da: Greg Weisman

### Trama
Robin, Aqualad e Kid Flash liberano Superboy dal controllo mentale del Cadmus. Anche Dubbilex e i Genomorfi vengono liberati e affermano che volevano la loro libertà da Mark Desmond, il quale assume la formula di Blockbuster trasformandosi. Quando Blockbuster viene sconfitto arriva la Justice League; Superman è sorpreso nell'incontrare Superboy e, come Batman, chiede una spiegazione. Alla fine il team dei giovani sidekick è ammesso a lavorare come squadra per missioni speciali per conto della Justice League, aggiungendo al gruppo anche la nipote di Martian Manhunter, Miss Martian.
- Ascolti USA: telespettatori 1 800 000[8]

## Benvenuti ad Happy Harbor
- Titolo originale: Welcome to Happy Harbor
- Diretto da: Jay Oliva
- Scritto da: Kevin Hopps

### Trama
Il gruppo affronta Mister Twister che attacca i ragazzi sotto la falsa convinzione che Red Tornado stia testando il loro Happy Harbor. La squadra riesce comunque a sconfiggere Mister Twister grazie a Miss Martian, che utilizza una grande roccia per schiacciare il pilota dell'armatura che si rivela essere un robot. Si scopre quindi che il robot che pilotava Mister Twister era controllato da Bromwell Stikk da una località sconosciuta per testarne le qualità in battaglia.
- Ascolti USA: telespettatori 877 000[9]

## Zona di lancio
- Titolo originale: Drop-Zone
- Diretto da: Christopher Berkeley
- Scritto da: Andrew Robinson

### Trama
Alla squadra viene assegnata la prima missione da Batman. Per impedire la produzione della droga denominata Venom, I ragazzi si ritrovano nel bel mezzo di una guerra tra Bane e il culto della banda del Kobra (che sono assistiti da Sportmaster, operativo del Cadmus). Aqualad accetta di essere il leader del gruppo finché Robin non sarà pronto a subentrargli.
- Ascolti USA: telespettatori 963 000[10]

## A scuola
- Titolo originale: Schooled
- Diretto da: Michael Chang
- Scritto da: Nicole Dubuc

### Trama
Superboy vorrebbe un più stretto rapporto con Superman, ma questi praticamente lo ignora, rendendo il ragazzo sempre più violento ed irrazionale. Le cose peggiorano quando la squadra affronta Amazo, un androide creato dal folle Professor Ivo, in grado di usare contro di loro tutti i poteri dei membri della Justice League. Nel frattempo, Batman cerca di convincere Superman ad accettare Superboy ma egli non sembra intenzionato a intrattenere alcun rapporto con il ragazzo.
- Ascolti USA: telespettatori 2 500 000[11]

## Infiltrato
- Titolo originale: Infiltrator
- Diretto da: Jay Oliva
- Scritto da: Jon Weisman

### Trama
L'eroina esordiente Artemis viene inserita da Freccia Verde, che la presenta come sua nipote, nella squadra con il compito di proteggere la Dr.ssa Serling Roquette dalla Lega delle Ombre. Sensei invia Cheshire, Ragno Nero e Gancio per assassinare la dottoressa. Durante il combattimento Cheshire si allontana con Artemis riconoscendola: cosa nasconde la ragazza nel suo passato? Artemis è accettata dal team, ma Freccia Rossa (Speedy) sa che Artemis non è chi dice di essere.
- Ascolti USA: telespettatori 2 100 000[12]

## Diniego
- Titolo originale: Denial
- Diretto da: Michael Chang
- Scritto da: Tom Pugsley

### Trama
Il team viene inviato da Tornado Rosso alla Torre del Fato per ritrovare Kent Nelson e impedire che l'elmo del Dottor Fato, membro fondatore della Justice Society, possa cadere nelle mani di Abra Kadabra e Klarion. Costringendo Kid Flash a mettere da parte il suo scetticismo sulla magia, Kent si libera e lo conduce dove si trova l'elmo. Kid Flash è costretto a mettere l'elemo trasformandosi così nel Dottor Fato e Kent muore frapponendosi tra il giovane e Klarion, che li ha seguiti per impadronirsi del potere della magia. Nabu, sotto richiesta di Kent Nelson, accetta di lasciare il corpo di Kid Flash con la promessa di cercare un nuovo futuro Dottor Fato.
- Ascolti USA: telespettatori 1 100 000[13]

## Tempo libero
- Titolo originale: Downtime
- Diretto da: Jay Oliva
- Scritto da: Kevin Hopps

### Trama
La squadra ottiene da Batman un giorno di riposo e Aqualad (pervaso dalla nostalgia per il suo mondo), ma in realtà più scoraggiato a causa di un'esercitazione andata male, il ragazzo non è più sicuro che la superficie sia il posto giusto per lui. Durante la permanenza ad Atlantide ne approfitta per rivedere la sua amata Tula; il giovane è però ignaro che in sua assenza Tula ha intrapreso una relazione con il suo amico Garth. In questo frangente Black Manta e il suo esercito invadono Atlantide al fine di rubare una creatura marina congelata nel ghiaccio. Sconfitti i nemici, anche se con la semi distruzione della creature, Aqualad capisce di appartenere alla squadra.
- Ascolti USA: telespettatori 1 200 000[14]

## Vuoto di memoria
- Titolo originale: Bereft
- Diretto da: Michael Chang
- Scritto da: Nicole Dubuc

### Trama
La squadra si dirige in Bialya per una missione speciale ma dopo essere arrivati la quadra scopre di aver improvvisamente dimenticato gli eventi degli ultimi sei mesi della loro vita. Il team si rivolge a Miss Martian per recuperare i propri ricordi, prima che sia troppo tardi per Superboy. Con l'aiuto di Superboy, dopo il ripristino dei suoi ricordi, Miss Martian riesce infatti a sconfiggere Psi-Mon (che ha provocato in loro la perdita di memoria) e recuperare un pezzo di tecnologia aliena.
- Ascolti USA: telespettatori 690 000[15]

## Obiettivi
- Titolo originale: Targets
- Diretto da: Christopher Berkeley
- Scritto da: Andrew Robinson

### Trama
A Taipei, Freccia Rossa impedisce a Cheshire di assassinare Lex Luthor, che sta assistendo ad uno sforzo di pace tra il generale Singh Manh Li della Rhelasia del Nord e il primo ministro Tseng della Rhelasia del Sud. Quando Freccia fa domande a Cheshire sul perché la Lega delle Ombre voglia assassinare Luthor, appare Sportmaster e Aqualad viene in aiuto del suo amico. Freccia Rossa rivela ad Aqualad che ha sentito Sportmaster accennare qualcosa circa una talpa nella squadra degli Young Justice. All'insaputa del pubblico, si scopre poi che Lex Luthor lavora segretamente con Ra's Al Ghul e che l'attentato era tutto uno stratagemma.

## I gemelli Terror
- Titolo originale: Terrors
- Diretto da: Jay Oliva
- Scritto da: Greg Weisman

### Trama
Superboy e Miss Martian si travestono da gemelli Terror al fine di infiltrarsi nel supercarcere di Belle Reve, per impedire un tentativo di evasione di massa ad opera della gang dei supercriminali di ghiaccio, costituita da Capitan Cold, Icicle Jr, Killer Frost e Mr. Freeze. Dopo aver impedito la fuga di tutti i detenuti Superboy e Miss Martian si dichiarano i loro sentimenti.

## Fronte interno
- Titolo originale: Homefront
- Diretto da: Michael Chang
- Scritto da: Jon Weisman

### Trama
Robin e Artemis trovano la base attaccata da due androidi simili a Tornado Rosso denominati Inferno Rosso e Rosso Siluro. I due cyborg hanno catturato Aqualad, Miss Martian, Superboy e Kid Flash. Ogni azione sembra inutile ma quando a Robin viene un'idea per sconfiggerli viene catturato. Artemis finge di arrendersi ma grazie a una delle frecce rimaste riesce a sconfiggere Inferno Rosso e Rosso Siluro. Tornado Rosso arriva dopo aver sentito che qualcosa non va ma, dopo il contatto con gli altri robot, crea un vortice che risucchia l'aria fuori dalla stanza, lasciando la squadra in stato di incoscienza. Quando i ragazzi si risvegliano, i "rossi" sono scomparsi.

## Maschio alfa
- Titolo originale: Alpha Male
- Diretto da: Jay Oliva
- Scritto da: Thomas Pugsley

### Trama
La squadra scopre che Aqualad ha omesso informazioni importanti su una talpa all'interno del gruppo che mettono tutti a rischio. Batman invia la squadra e Capitan Marvel in India per indagare su rapporti bizzarri di animali armati che attaccano gli esseri umani. La squadra non riesce inizialmente a tenere la situazione sotto controllo a causa dei sospetti di Aqualad ma quando Capitan Marvel scompare durante la missione i ragazzi decidono di stabilire una tregua. I ragazzi scoprono che dietro a tutto c'è il supercriminale Brain, che è intenzionato a studiare il cervello di Capitan Marvel, e gli animali vengono liberati dai collari di veleno. Superboy adotta un grande lupo bianco geneticamente potenziato, che egli chiama Wolf.

## Rivelazione
- Titolo originale: Revelation
- Diretto da: Michale Chang
- Scritto da: Kevin Hopps

### Trama
Quando giganteschi mostri pianta attaccano le principali città del mondo, Batman assegna alla squadra di eliminare la Gang dell'Ingiustizia, costituita da Joker, Conte Vertigo, Poison Ivy, Atomic Skull, Wotan, Black Adam e Ultra-Humanite. La Gang dell'Ingiustizia è però solo uno specchio per allodole per distrarre gli eroi dallo scoprire chi c'è davvero dietro i recenti avvenimenti.

## Umanità
- Titolo originale: Humanity
- Diretto da: Michale Chang
- Scritto da: Kevin Hopps

### Trama
Zatanna si unisce alla squadra e i ragazzi si mettono a caccia di Tornado Rosso, determinati a scoprire una volta per tutte se il robot sia la talpa all'interno del loro team. Interrogando il Professor Ivo presso il carcere di Belle Reve, la squadra rintraccia Tornado e i suoi fratelli rossi; c'è però un quarto fratello androide, noto come Vulcano Rosso, che tenta di distruggere la Terra: i tre rossi lo attaccano sciogliendosi nella lava. Tornado Rosso viene salvato da Superboy e rivela la verità: aveva lasciato la base al fine di proteggere la squadra da ulteriori attacchi dei suoi fratelli.

## A prova di errore
- Titolo originale: Failsafe
- Diretto da: Jay Oliva
- Scritto da: Nicole Dubuc

### Trama
Durante un'invasione aliena, il team affronta la sfida finale quando sono costretti a sostituire tutti gli eroi caduti della Justice League. Quando sembra che non ci sia più speranza dopo la morte dei membri della squadra Megan viene devastata dal dolore. Tuttavia, la squadra più tardi scopre che l'invasione era soltanto una simulazione di allenamento mentale tenuta da Martian Manhunter, ma sfuggita al suo controllo a causa dell'influenza dell'enorme potere telepatico di sua nipote, Miss Martian.

## Disordine emotivo
- Titolo originale: Disordered
- Diretto da: Michael Chang
- Scritto da: Andrew Robinson

### Trama
Ancora traumatizzata dall'esercizio di addestramento mentale, la squadra tenta di lavorare attraverso i loro sentimenti con Black Canary, l'unico che rifiuta di parlare è Superboy che si allontana dalla caverna insieme a Wolf e a Sfera. Nel frattempo, la Sfera si attiva e attira l'attenzione del popolo che possedeva il congegno in precedenza, i Forever People. Superboy e i Forever People lottano contro l'Intergang che sta utilizzando la tecnologia di Apokolips per rapinare oro da un caveau sotterraneo, per poi scoprire che i criminali hanno ricevuto la tecnologia Apokolips da Desaad.

## Segreto
- Titolo originale: Secrets
- Diretto da: Jay Oliva
- Scritto da: Peter David

### Trama
Artemis e Zatanna vanno a Manhattan per trascorrere una notte fra ragazze dopo aver appreso che Superboy e Miss Martian sono una coppia. Vengono però inseguite da un pericoloso psicopatico che si fa chiamare Danno, intenzionato ad ucciderle dopo aver rubato la spada di Bio-Wolf. Durante questo scontro una misteriosa ragazzina vestita di bianco che sembra avere a che fare con Danno cerca di aiutarle portandole a trovare il punto debole con cui sconfiggerlo. Nel frattempo, Wally West, Megan Morse e Conner Kent, partecipano ad una festa di Halloween e a seguito dello scherzo di un loro compagno nerd decidono a loro volta di fargliene uno anche loro.

## Doppia dimensione
- Titolo originale: Misplaced
- Diretto da: Michael Chang
- Scritto da: Greg Weisman

### Trama
Ogni adulto sul pianeta scompare a causa di un incantesimo lanciato da Klarion. Billy Batson, alias Capitan Marvel, essendo sia bambino che adulto, scopre che gli adulti e i bambini sono stati divisi tra due dimensioni diverse e che egli è l'unico che può trasportarsi attraverso di esse. Formulato un piano per salvare la Terra, Zatanna indossa l'elmo del Dottor Fato per battere Klarion e sciogliere l'incantesimo, ma non riesce più a liberarsi dallo spirito di Nabu. Allora Zatara si offre in cambio della figlia per diventare il nuovo Dottor Fato.

## Cuore di ghiaccio
- Titolo originale: Coldhearted
- Diretto da: Victor Cook
- Scritto da: Jon Weisman

### Trama
Kid Flash è molto deluso quando Batman gli assegna l'incarico di consegnare il cuore per una bambina che necessita di trapianto, mentre il resto della squadra si unirà alla Justice League per distruggere delle fortezze volanti che stanno causando gigantesche tempeste di neve a livello nazionale. Sulla strada viene attaccato da Vandal Savage, che lo ritarda per qualche tempo. Quando raggiunge l'ospedale è ormai troppo tardi, e Kid viene informato dal medico che la ragazzina è già morta. Kid Flash capisce però di essere stato ingannato e che è in atto un complotto ordito dal Conte Vertigo che sta cercando di uccidere sua nipote, la Regina della sua nazione, per ottenere il trono.

## Immagine ideale
- Titolo originale: Image
- Diretto da: Jay Oliva
- Scritto da: Nicole Dubuc

### Trama
La squadra viene inviata da Batman in un'operazione segreta contro le forze della regina Queen Bee, durante un tentativo di invasione dello Stato del Quarc. Miss Martian incontra Psi-Mon, il quale la costringe a ritornare alla sua vera forma mostruosa da marziana bianca. Spaventata all'idea che i suoi amici la allontanino se conoscessero il suo vero aspetto Miss Martian combatte fino a sconfiggere Psi-Mon e raccontando ai suoi amici solo una mezza verità. Purtroppo Queen Bee ricatta Miss Martian, costringendola a diventare una spia e minacciando di rivelare la sua vera identità ai suoi amici, dopo aver scoperto in qualche modo il suo segreto.

## Agenda Justice League
- Titolo originale: Agendas
- Diretto da: Michael Chang
- Scritto da: Kevin Hopps

### Trama
Presso la torre di guardia della Justice League, Superman, Batman e Wonder Woman si incontrano con gli altri membri della Lega per decidere quali nuovi supereroi ammettere in squadra. Nel frattempo Superboy ritorna alla sede del Progetto Cadmus per indagare su un rumor di Lex Luthor, secondo cui il laboratorio top-secret di genetica ha creato un altro clone di Superman. Quando Conner scopre che questo è vero, si apprende che il clone, nome in codice "Match", è stato il primo tentativo di clonare Superman da DNA puramente kryptoniano, quindi il clone risultante è molto più instabile e potente di Superboy che invece è in parte umano.

## Insicurezza
- Titolo originale: Agendas
- Diretto da: Jay Oliva
- Scritto da: Peter David

### Trama
Freccia rossa si unisce alla squadra e si imbarca in una missione con Kid Flash, Aqualad e Artemis per rintracciare Sportmaster e Cheshire. Artemis scopre che Klarion, Cervello e il Professor Ivo stanno lavorando tutti insieme ad un progetto segreto. Nel frattempo presso la grotta, gli altri membri del team scoprono il corpo umano di Tornado Rosso, che egli prevede di utilizzare per confondersi fra gli esseri umani. Sportmaster si rivela poi essere il vero padre di Artemis, e cerca di convincerla che lei appartiene alla sua famiglia criminale, non alla squadra.

## Performance originaria
- Titolo originale: Performance
- Diretto da: Michael Chang
- Scritto da: Jon Weisman

### Trama
La squadra è in missione sotto copertura presso l'Haly Circus (dove viveva Robin prima della morte dei suoi genitori) per individuare un ladro di armi tecnologiche in tutta Europa, sospettando che si nasconda proprio tra gli artisti del circo di Jack Haly. Il ladro è in realtà il Parassita, uno dei più pericolosi avversari di Superman.

## I soliti sospetti
- Titolo originale: Usual Suspects
- Diretto da: Jay Oliva & Tim Divar
- Scritto da: Kevin Hopps

### Trama
Freccia Rossa, Plastic Man, Icon, il Dottor Fato e Atom sono accolti nella Justice League mentre la giovane Rocket si unisce alla squadra. Durante la cerimonia, la squadra riceve un avviso circa un aereo precipitato, a bordo del quale viaggia Cheshire. Dopo aver trovato l'aereo, il gruppo viene però attaccato dall'Enigmista, Mammut, Shimmer e la stessa Cheshire. Più tardi, Superboy si dirige a Santa Prisca, dopo aver ricevuto un messaggio da Lex Luthor; anche Artemis e Miss Martian arrivano separatamente, e i tre giovani trovano ad aspettarli Queen Bee, Cheshire, Sportmaster, Bane e Blockbuster. Tuttavia i tre hanno già rivelato i loro segreti al resto della squadra, dimostrando di non essere talpe infiltrate dai supercriminali. Nella Torre di Guardia, la talpa si rivela però essere Freccia Rossa, un clone del vero Roy Harper creato dal Cadmus, a cui è stato fatto il lavaggio del cervello.

## Vecchia conoscenza
- Titolo originale: Auld Acquaintance
- Diretto da: Michael Chang & Lauren Montgomery
- Scritto da: Greg Weisman

### Trama
La squadra è informata da Batman che Freccia Rossa è il clone di Roy Harper, il quale ha sostituito l'originale anni fa. Mentre Aqualad, Artemis, Miss Martian e Superboy cercano di rintracciare Freccia Rossa, Kid Flash, Robin, Rocket e Zatanna indagano su un improvviso malfunzionamento di Tornado Rosso. Trasferiti i suoi dati nel suo nuovo corpo umanoide, Tornado spiega che l'intera Justice League è sotto il controllo mentale di Vandal Savage. La squadra si riunisce e tenta di penetrare nella Torre di Guardia per affrontare singolarmente i membri della Lega e liberarli dal controllo dei chip mentali di Savage.